# Miraz
Miraz – postać występująca w Opowieściach z Narnii.
Telmar, stryj Kaspiana X, mąż lady Pretensjonaty. Żeby zdobyć władzę, zabił swojego brata, Kaspiana IX. Potem podstępem wymordował wszystkich baronów, którzy go popierali, a siedmiu z nich wysłał w morze, mając nadzieję, że nigdy nie wrócą. Gdy już nie było nikogo, kto byłby "niewygodny", Miraz obwołał się królem. Chciał, żeby po nim rządził jego bratanek, bo sam nie miał syna. Gdy jednak syn mu się urodził, zapragnął usunąć Kaspiana. Jednak ten uciekł. Gdy do zamku powrócił koń Kaspiana, wszyscy się dowiedzieli o jego ucieczce. Miraz zebrał armię i rozpoczął wojnę domową z bratankiem. Podczas tej wojny Edmund przyniósł mu napisane przez Piotra wyzwanie na pojedynek. Podpuszczony przez swych doradców Podlizara i Sobiepana przyjął wyzwanie, choć chciał je odrzucić. Podczas pojedynku z Piotrem Miraz potknął się i został podstępnie zabity przez jednego ze swoich baronów, Podlizara. Człowiek podły, okrutny i despotyczny. Władzę sprawował za pomocą terroru.
W filmie Miraz nie jest z początku królem, lecz lordem protektorem i wraz z Radą Regencyjną sprawuje władzę podczas małoletności Kaspiana X. Kiedy rodzi mu się syn, każe zlikwidować bratanka, zrzucając winę na Narnijczyków. Wykorzystuje rzekome zagrożenie ze strony Starej Narnii i zbiera pod swoim sztandarem wszystkich telmarskich baronów - tych, co są mu wierni, i tych, którzy są jego wrogami. Wymusza na dowódcy swych wojsk, generale Glozell, fałszywe zeznania w sprawie napaści na jego ludzi i kradzieży broni z magazynów - generał musiał zeznać, że stracili trzech żołnierzy, co miało ukazać Narnijczyków jako morderców (w rzeczywistości nie było żadnych strat w ludziach, zaś trzech żołnierzy zabito na rozkaz Miraza). Podczas ataku na jego zamek Miraz każe strzelać do wrogów pomimo tego, że na placu boju byli jego ludzie. Nieco wcześniej unika zamachu ze strony Kaspiana manipulując żoną, zaś zabójstwo swego brata przedstawia jako rację stanu. Wykorzystuje potem atak Narnijczyków na swój zamek, by koronować się na króla Narnii i rozpoczął walkę z siłami Starej Narnii. Jest tyranem i despotą, ale nie docenia swoich wrogów nie tylko z Narnii ale i wśród Telmarskich baronów. Daje się wmanewrować przez Sobiepana i Glozella w pojedynek z Piotrem, który przyczynił się do jego upadku. Piotr i Kaspian go oszczędzają, ale Miraza zabija Sobiepan jedną ze strzał królowej Zuzanny.